# Takeo Watanabe
Takeo Watanabe (jap. 渡辺岳夫 Watanabe Takeo; ur. 16 kwietnia 1933 w Tokio, zm. 2 czerwca 1989) – japoński muzyk oraz kompozytor. Twórca muzyki do filmów i seriali anime.

## Wybrana muzyka filmowa
- 1971: Jaskiniowy chłopiec
- 1974: Bia – czarodziejskie wyzwanie
- 1974: Heidi
- 1976: Candy Candy
- 1978: Magiczne igraszki
- 1979: Kidō Senshi Gundam
- 1981: Małe kobietki
- 1983: Ordy
- 1983: Różowy smok Serendipity